# Jörg Neumann
Jörg Neumann   (Berlín, 2 de desembre de 1941) és un atleta alemany, ja retirat, especialista en curses de tanques, que va competir sota bandera de la República Federal Alemanya durant la dècada de 1960.
En el seu palmarès destaca una medalla de plata en la prova dels 400 metres tanques del Campionat d'Europa d'atletisme de 1962. Al campionat nacional es va veure sempre superat per Helmut Janz i sols aconseguí una segona i una tercera posició.

## Millors marques
- 400 metres tanques. 50.3" (1962)[4]